# Старое Клянчино
Старое Клянчино — деревня в Тукаевском районе Татарстана. Входит в состав Яна-Булякского сельского поселения.

## География
Находится в северо-восточной части Татарстана на расстоянии приблизительно 23 км на юг по прямой от районного центра города Набережные Челны на автомобильной дороге Набережные Челны-Сарманово.

## История
Известна с 1703 года, до 1860-х годов жители учитывались как башкиры, в 1870 упоминалось о наличии мечети и мектеба.
В «Списке населенных мест по сведениям 1870 года», изданном в 1877 году, населённый пункт упомянут как деревня Старая Клянчина 4-го стана Мензелинского уезда Уфимской губернии. Располагалась при речке Куктяге, на коммерческом тракте из Бирска в Мамадыш, в 45 верстах от уездного города Мензелинска и в 30 верстах от становой квартиры в селе Бережные Челны. В деревне, в 58 дворах жили 360 человек (170 мужчин и 190 женщин, татары), были мечеть, училище, 2 водяные мельницы. Жители занимались земледелием, скотоводством.
По сведениям переписи 1897 года, в деревне Старая Клянчина Мензелинского уезда Уфимской губернии жили 549 человек (281 мужчина и 268 женщин), все мусульмане.

## Население
Постоянных жителей было: в 1870 году — 360, в 1897—540, в 1926—366, в 1938—374, в 1949—377, в 1958—216, в 1970—212, в 1979—172, в 1989—691, 86 в 2002 году (татары 97 %), 87 в 2010.

## Инфраструктура
В деревне имеется начальная школа, мечеть.